# ПФК Етър 1924
Вижте пояснителната страница за други значения на Етър.
ПФК „Етър 1924“ е бивш футболен клуб от Велико Търново, България.
Той е единственият отбор в професионалния футбол в България, които играе с виолетови екипи. Резервният екип е изцяло в бяло.

## История
Учреден е през 2002 г. Дотогава представителният отбор на града е ФК „Етър“, създаден през 1924 г. и шампион на България за сезон 1990/91. След 2003 г. по-старият клуб поддържа само детско-юношеска школа.
Етър 1924 заиграва във В група без обаче да стане приемник на предшественика си. Още през първия си сезон завършва първи и печели промоция за професионалния футбол. Записва девет поредни сезона в Б група. През 2004 г. тимът прави пробив в турнира за купата на България, като отстранява с 1:0 Славия, а после отпада от Левски в мач, посетен от 8000 зрители на стадион „Ивайло“.
През сезон 2011/12 записва най-доброто си постижение в историята, като печели Източната Б група и влиза в елита.

## Ранглиста играчи
| номер | име             | пост     | години              | сезони | мачове | минути | голове | жълти картони | червени картони |
| ----- | --------------- | -------- | ------------------- | ------ | ------ | ------ | ------ | ------------- | --------------- |
| 1     | Николай Донев   | вратар   | 1987-1992           | 5      | 114    | 10171  | 111    | 4             | -               |
| 2     | Георги Василев  | защитник | 1969-1975           | 6      | 175    | 15103  | 20     | 1             | 1               |
| 3     | Стефан Лъхчиев  |          | 1979-1980 1981-1987 | 7      | 199    | 17717  | 22     | 61            | 1               |
| 4     | Георги Георгиев |          | 1984-1998           | 14     | 290    | 20043  | 22     | 7             |                 |

## Известни футболисти
- Владимир Колев
- Стефан Димитров
- Стоян Стоянов

## Треньори
- Кирил Рабчев - 2002-есен 2003
- Валентин Игнатов - есен 2003 - есен 2005
- Никола Велков - есен 2005
- Емил Димитров - есен 2005-2006
- Стоян Петров - 2006-2007
- Велин Кефалов - 2007 - есен 2008
- Сашо Ангелов - есен 2008